# S/S Tarjanne
S/S Tarjanne är ett finländskt ångdrivet passagerarfartyg.
S/S Tarjanne byggdes 1908 på Tehtaat Lehtoniemi & Taipale Fabriker i  Jorois. Hon har sedan dess trafikerat sjön Näsijärvi.
Under första världskriget rekvirerades S/S Tarjanne av ryska staten, beväpnades med artilleri och patrullerade Näsijärvi. Fartyget avväpnades 1918 och dess kanoner användes i finska inbördeskriget.